# Milan Makanec
Milan Makanec (Zagreb, 11. srpnja 1843. – Zagreb, 2. srpnja 1883.), hrvatski političar, odvjetnik i publicist.
Pohađao je Klasičnu gimnaziju u Zagrebu koju je završio 1861. godine. Kao gimnazijalac i student sukobljavao se s vlastima djelujući protiv Bachova apsolutizma. Kao član Narodne stranke borio se protiv Hrvatsko-ugarske nagodbe (zbog čega je 1870. otpušten iz službe) i držao je najvećom zadaćom stranke borbu protiv dualizma, a nakon sukobljavanja s vodstvom stranke, 1872. godine istupio je iz iste i predvodio oporbu zalažući se za federalističko preuređenje Austro-Ugarske. Posebno oštro je kritizirao hrvatsku politiku i neaktivnost za vrijeme bosansko-hercegovačkog ustanka.
U brojnim tekstovima u Primorcu iskazivao je svoje političke stavove o potrebi suradnje Hrvata i Srba. Bio je tajnik Trgovačko-obrtničke komore u Sisku i uređivao je list Novi pravnik.
Djela:
- "Moja ispovjest narodu"